# 중국망
중국망 (中国网)은 중국외문출판발행사업국과 국무원신문판공실이 관리하는 뉴스 사이트이다. 2001년에 공식 설립 되었다. 한국어, 중국어, 러시아어, 영어, 에스페란토, 프랑스어, 독일어, 에스파냐어, 아랍어, 일본어 등 총 10개 언어로 구성되어있다. 주로 중화인민공화국의 정치,경제 등에 관련된 기사를 싣고 있다.

## 같이 보기
- 중국외문출판발행사업국
- 국무원신문판공실